# Domenico Ginnasi
Domenico kardinal Ginnasi, italijanski rimskokatoliški duhovnik, škof in kardinal, * 1550, kastel Bolognese, † 12. marec 1639.

## Življenjepis
17. decembra 1586 je bil imenovan za nadškofa Manfredonie; 14. januarja 1587 je prejel škofovsko posvečenje. S tega položaja je odstopil iz 5. novembra 1607.
9. junija 1604 je bil povzdignjen v kardinala.
20. avgusta 1629 je bil imenovan za škofa Porta e Santa Rufine in 15. julija 1630 za škofa Ostie.